# Canal Princesse-Margriet
Le canal Princesse-Margriet (en néerlandais Prinses Margrietkanaal) est un canal néerlandais de la Frise. Ce canal représente le trajet frison de la liaison fluviale entre l'IJsselmeer et la ville de Groningue.

## Histoire
Les travaux de la liaison de navigation Lemmer-Groningue ont commencé dans les années 1930. La partie groningoise, appelée Canal Van Starkenborgh a été ouverte à la navigation dès 1938, inaugurée par la reine Wilhelmine. 
Les derniers tronçons du canal de la Princesse-Margriet n'ont été achevés qu'après la Seconde Guerre mondiale, dont la partie reliant Grou et le Pikmar à Aldskou. Le canal Princesse-Margriet a été inauguré en 1951.
Le canal porte le nom de la princesse Margriet des Pays-Bas, née en 1943, troisième fille de la reine Juliana et du prince Bernhard.

## Géographie
Le canal commence à environ 2 km à l'ouest de Lemmer, où l'écluse de la Princesse-Margriet le relie à l'IJsselmeer. De là, le canal mène au lac de Grutte Brekken, qu'il traverse. Le canal passe près de Spannenburg, traverse le lac De Kufûrd, puis croise l'A7 par un aqueduc à Uitwellingerga, avant de rejoindre le lac de Snitser Mar.
Après ce lac, le canal croise le Boarn à Aldskou, elle passe au-dessus de l'A32 par un autre aqueduc pour rejoindre Grou, où elle traverse le Pikmar. Avant Burgum, le canal emprunte le Wide Ie et après le village de Burgum, le canal traverse le Burgumer Mar. Ensuite, le canal longe Kootstertille et Gerkesklooster, pour rejoindre la frontière groningoise à Stroobos.
Le canal a une longueur de 64,5 km.